# World Super Challenge de Voleibol
World Super Challenge de Voleibol foi um torneio de voleibol criado em 1996 pela FIVB para substituir o World Top Four. Foram realizadas competições para homens e mulheres, disputadas no Japão, naquelas edições que foram as únicas do campeonato. A federação internacional convidou os três primeiros colocados do torneio de Voleibol nos Jogos Olímpicos de Verão de 1996, mais o país sede e outras duas nações para compor o grupo de participantes. A fórmula do torneio consistiu em um "sistema de pontos corridos", onde todas as equipes enfrentaram-se e o vencedor foi aquele com o maior número de pontos ou, em caso de empate, um maior set average ou point average.

## Quadro geral
| Ordem | País          | Medalha de ouro | Medalha de prata | Medalha de bronze |   |
| ----- | ------------- | --------------- | ---------------- | ----------------- | - |
| 1     | China         | 1               | 0                | 0                 | 1 |
| 1     | Itália        | 1               | 0                | 0                 | 1 |
| 3     | Cuba          | 0               | 1                | 0                 | 1 |
| 3     | Países Baixos | 0               | 1                | 0                 | 1 |
| 5     | Brasil        | 0               | 0                | 1                 | 1 |
| 5     | Iugoslávia    | 0               | 0                | 1                 | 1 |